# Digressões de Ana Malhoa
As digressões de Ana Malhoa, cantora portuguesa, já percorreram todo Portugal continental, Açores e Madeira, além de percorrerem a Europa, Américas, África, Oceania e Ásia. Nos anos 1990, as digressões promocionais Calças Rasgadas e Buéréré em concerto percorreram as comunidades portuguesas. Com Ana Malhoa Ao Vivo, durante 2000, 2001 e 2002 visitou as cidades e aldeias de Portugal. A digressão Eu Sou Latina foi a primeira dirigida e produzida pela artista. Ana continuou a viajar Portugal com as digressões promocionais Ana Malhoa: Só para Amiguinhos (2005) e digressão 2006. Com Azucar Tour (2012-2015), visitou mais de 20 países em 3 continentes.

## Ana Malhoa Ao Vivo

### Datas
| Data                   | Cidade                    | País      | Local                                              |
| ---------------------- | ------------------------- | --------- | -------------------------------------------------- |
| 26 de abril de 2000    | Lisboa                    | Portugal  | Convento do Beato                                  |
| 1º de maio de 2000     | Lisboa                    | Portugal  | Ateneu de Lisboa                                   |
| 15 de maio de 2000     | Vila Real                 | Portugal  | Festa de Nossa Senhora de Guadalupe                |
| 20 de maio de 2000     | Coimbra                   | Portugal  | Festa do Divino Espírito Santo                     |
| 22 de maio de 2000     | Rendufe                   | Portugal  | Festa de Santa Luzia                               |
| 5 de junho de 2000     | Santo António dos Olivais | Portugal  | Festa do Divino Espírito Santo                     |
| 6 de junho de 2000     | Ponte de Lima             | Portugal  | Vacas das Cordas                                   |
| 7 de junho de 2000     | Vila Real                 | Portugal  | Festa de São Bento                                 |
| 9 de junho de 2000     | Vila Franca               | Portugal  | Festa das Rosas                                    |
| 15 de junho de 2000    | Pedroso                   | Portugal  | Monte Murado                                       |
| 29 de junho de 2000    | Canelas                   | Portugal  | Festa de São Pedro Pegureiros                      |
| 30 de junho de 2000    | Corroios                  | Portugal  | Quinta da Marialva                                 |
| 5 de julho de 2000     | Ferrel                    | Portugal  | Festas de Ferrel em honra de Nossa Senhora da Guia |
| 7 de julho de 2000     | Alcochete                 | Portugal  | Zona da Ribeirinha                                 |
| 10 de julho de 2000    | Abaças                    | Portugal  | Festa de Nossa Senhora da Guia                     |
| 13 de julho de 2000    | Paredes de Coura          | Portugal  | Romarigães                                         |
| 15 de julho de 2000    | Paris                     | França    | Clube Português                                    |
| 16 de julho de 2000    | Barreiro                  | Portugal  | Festas da Cidade                                   |
| 18 de julho de 2000    | Roma                      | Itália    | Associazione culturale italo-portoghese            |
| 19 de julho de 2000    | Salerno                   | Itália    | Havana Cafe                                        |
| 21 de julho de 2000    | Cascais                   | Portugal  | Passeio Dom Luis                                   |
| 25 de julho de 2000    | Moscovo                   | Rússia    | Pancho Villa                                       |
| 30 de julho de 2000    | Bucareste                 | Roménia   | One Club                                           |
| 2 de agosto de 2000    | Ilha Terceira             | Portugal  | Festas da Praia                                    |
| 5 de agosto de 2000    | Montemor-o-Novo           | Portugal  | Praça de Touros                                    |
| 6 de agosto de 2000    | Graciosa                  | Portugal  | Feira Taurina da Graciosa                          |
| 7 de agosto de 2000    | Ilha de São Jorge         | Portugal  | Freguesia dos Rosais                               |
| 8 de agosto de 2000    | Silves                    | Portugal  | Centro histórico de Silves                         |
| 9 de agosto de 2000    | Lagoa                     | Portugal  | Festival do Didgeridoo                             |
| 10 de agosto de 2000   | Olhão                     | Portugal  | Jardim Pescador Olhanense                          |
| 11 de agosto de 2000   | Albufeira                 | Portugal  | Nossa Senhora da Orada                             |
| 12 de agosto de 2000   | Castro Marim              | Portugal  | Festa em Honra de Nossa Senhora dos Mártires       |
| 13 de agosto de 2000   | Portimão                  | Portugal  | Zona da Ribeirinha                                 |
| 13 de agosto de 2000   | Reguengos de Monsaraz     | Portugal  | Parque de Feiras e Exposições                      |
| 14 de agosto de 2000   | Portalegre                | Portugal  | Praça da Republica                                 |
| 15 de agosto de 2000   | Lagoa                     | Portugal  | Festa em Honra de Nossa Senhora da Conceição       |
| 16 de agosto de 2000   | Borba                     | Portugal  | Festa em Honra do Nosso Senhor Jesus dos Aflitos   |
| 16 de agosto de 2000   | Ermidas-Sado              | Portugal  | Festas de Santa Maria                              |
| 19 de agosto de 2000   | Serpa                     | Portugal  | Noites de Rua Cheia                                |
| 20 de agosto de 2000   | Ilha do Pico              | Portugal  | Semana dos Baleeiros                               |
| 21 de agosto de 2000   | Bragança                  | Portugal  | Festa da Nossa Senhora das Graças                  |
| 23 de agosto de 2000   | Viana do Castelo          | Portugal  | Festa de Nossa Senhora da Agonia                   |
| 26 de agosto de 2000   | Sabrosa                   | Portugal  | Summer Fest                                        |
| 28 de agosto de 2000   | Lagos                     | Portugal  | Cais da Solaria                                    |
| 29 de agosto de 2000   | Crato                     | Portugal  | Campo Primeiro de Maio                             |
| 30 de agosto de 2000   | Campo Maior               | Portugal  | Festas do Povo de Campo Maior                      |
| 31 de agosto de 2000   | Grândola                  | Portugal  | Parque de Feiras e Exposições                      |
| 15 de setembro de 2000 | Funchal                   | Portugal  | Festa de Nossa Senhora do Monte                    |
| 20 de setembro de 2000 | Ilha de Santa Maria       | Portugal  | Praia Formosa                                      |
| 31 de dezembro de 2000 | Funchal                   | Portugal  | Noite de Réveillon                                 |
| 15 de janeiro de 2001  | Fornelos                  | Portugal  | Festa de Santo Amaro                               |
| 17 de janeiro de 2001  | Óbidos                    | Portugal  | Festa de Santo Antão                               |
| 20 de janeiro de 2001  | Boticas                   | Portugal  | Festa de São Sebastião                             |
| 26 de janeiro de 2001  | Vila Chã                  | Portugal  | Festa de São Brás                                  |
| 2 de fevereiro de 2001 | Vila Real                 | Portugal  | Festa de São Brás                                  |
| 7 de fevereiro de 2001 | Calheiros                 | Portugal  | Festa de São Brás                                  |
| 1º de abril de 2001    | Valença                   | Portugal  | Festa de Nossa Senhora da Cabeça                   |
| 21 de abril de 2001    | Idanha-a-Nova             | Portugal  | Festa de Nossa Senhora do Almortão                 |
| 30 de abril de 2001    | Barcelos                  | Portugal  | Festa das Cruzes                                   |
| 8 de maio de 2001      | Cortes                    | Portugal  | Festa da Nossa Senhora da Gaiola                   |
| 21 de maio de 2001     | Idanha-a-Nova             | Portugal  | Festa das Cruzes                                   |
| 22 de maio de 2001     | Rendufe                   | Portugal  | Festa de Santa Luzia                               |
| 27 de maio de 2001     | Barcelos                  | Portugal  | Festa da Senhora do Rosário do Monte da Franqueira |
| 30 de maio de 2001     | Cárquere                  | Portugal  | Festa do Quarto Domingo                            |
| 4 de junho de 2001     | Santo António dos Olivais | Portugal  | Festa do Divino Espírito Santo                     |
| 10 de junho de 2001    | Montreal                  | Canadá    | Théâtre Saint-Denis                                |
| 12 de junho de 2001    | Vila Real                 | Portugal  | Festa de Santo António                             |
| 24 de junho de 2001    | Porto                     | Portugal  | Pavilhão Rosa Mota                                 |
| 28 de junho de 2001    | Vila Real                 | Portugal  | Feira dos Pucarinhos                               |
| 7 de julho de 2001     | Labruja                   | Portugal  | Festa do Senhor Socorro                            |
| 8 de julho de 2001     | Cossourado                | Portugal  | Festa de São Bento                                 |
| 14 de julho de 2001    | Penafiel                  | Portugal  | Festa de Nossa Senhora dos Remédios                |
| 21 de julho de 2001    | Correlhã                  | Portugal  | Rancho Folclórico de Correlhã                      |
| 25 de julho de 2001    | Zambujal                  | Portugal  | Festa de São Tomé                                  |
| 27 de julho de 2001    | Zagreb                    | Croácia   | Buena Vista Club                                   |
| 29 de julho de 2001    | Penafiel                  | Portugal  | Festa de Santa Marta                               |
| 4 de agosto de 2001    | Penafiel                  | Portugal  | Festa de São Domingo                               |
| 7 de agosto de 2001    | Aver-o-Mar                | Portugal  | Festa de Nossa Senhora das Neves                   |
| 13 de agosto de 2001   | Vila Nova de Famalicão    | Portugal  | Festa de Nossa Senhora da Saúde                    |
| 18 de agosto de 2001   | Lisboa                    | Portugal  | Festa de Nossa Senhora da Salvação                 |
| 15 de outubro de 2001  | Ulan Bator                | Mongólia  | Undruul Hotel                                      |
| 31 de dezembro de 2001 | Porto                     | Portugal  | Noite de Réveillon                                 |
| 15 de janeiro de 2002  | Cerdeira                  | Portugal  | Festa de Santo Amaro                               |
| 20 de janeiro de 2002  | Nazaré                    | Portugal  | Festa de São Sebastião                             |
| 28 de janeiro de 2002  | Cortes                    | Portugal  | Festa de São Sebastião                             |
| 2 de abril de 2002     | Valença                   | Portugal  | Festa de Nossa Senhora da Cabeça                   |
| 22 de abril de 2002    | Idanha-a-Nova             | Portugal  | Festa de Nossa Senhora do Almortão                 |
| 1º de maio de 2002     | Barcelos                  | Portugal  | Festa das Cruzes                                   |
| 14 de maio de 2002     | Vila Real                 | Portugal  | Festa de Nossa Senhora de Guadalupe                |
| 21 de maio de 2002     | Coimbra                   | Portugal  | Festa do Divino Espírito Santo                     |
| 27 de maio de 2002     | Barcelos                  | Portugal  | Festa da Senhora do Rosário do Monte da Franqueira |
| 10 de junho de 2002    | Toronto                   | Canadá    | Sony Centre for the Performing Arts                |
| 12 de junho de 2002    | Portalegre                | Portugal  | Foros de Arrão                                     |
| 15 de junho de 2002    | Ourém                     | Portugal  | Fogueira de São João Baptista                      |
| 16 de junho de 2002    | Fátima                    | Portugal  | Sardinhada                                         |
| 17 de junho de 2002    | Santarém                  | Portugal  | Bailarico                                          |
| 7 de agosto de 2002    | Vila Real                 | Portugal  | Festa de Nossa Senhora da Saúde                    |
| 8 de agosto de 2002    | São Lourenço              | Portugal  | Festa de Nossa Senhora da Saúde                    |
| 9 de agosto de 2002    | Sabrosa                   | Portugal  | Festa de Nossa Senhora da Saúde                    |
| 10 de agosto de 2002   | Vila Real                 | Portugal  | Festa de Nossa Senhora da Saúde                    |
| 15 de agosto de 2002   | Viana do Castelo          | Portugal  | Festa de Santa Marta de Portuzelo                  |
| 10 de outubro de 2002  | Montreal                  | Canadá    | Métropolis                                         |
| 12 de outubro de 2002  | Victoria                  | Canadá    | Victoria Memorial Arena                            |
| 14 de outubro de 2002  | Toronto                   | Canadá    | Massey Hall                                        |
| 25 de outubro de 2002  | Paris                     | França    | La Cigale                                          |
| 31 de outubro de 2002  | Zurique                   | Suíça     | Volkshaus                                          |
| 5 de novembro de 2002  | Caracas                   | Venezuela | Terraza del C.C.C.T                                |
| 18 de novembro de 2002 | Brisbane                  | Austrália | The Brisbane Portuguese Club                       |
| 20 de novembro de 2002 | Sydney                    | Austrália | Petersham                                          |
| 31 de dezembro de 2002 | Lisboa                    | Portugal  | Noite de Réveillon - Praça do Comércio             |

## Digressão Nada Me Pára

### Datas
| Data                    | Cidade                   | País           | Local                                                       |
| ----------------------- | ------------------------ | -------------- | ----------------------------------------------------------- |
| 20 de janeiro de 2007   | Lisboa                   | Portugal       | Jardins do Marques de Pombal                                |
| 26 de janeiro de 2007   | Yonkers                  | Estados Unidos | Portuguese-American Community Center                        |
| 16 de fevereiro de 2007 | Conflans-Sainte-Honorine | França         | Associação Amigos de Portugal                               |
| 17 de fevereiro de 2007 | Manteigas                | Portugal       | Praça Municipal                                             |
| 26 de abril de 2007     | Gondomar                 | Portugal       | Estádio de S. Miguel                                        |
| 14 de junho de 2007     | Alfândega da Fé          | Portugal       | Jardim Municipal de Alfandega da Fé                         |
| 22 de junho de 2007     | Armamar                  | Portugal       | Avenida 8 de setembro                                       |
| 24 de junho de 2007     | Castelo de Paiva         | Portugal       | Feira do Vinho Verde, do Lavrador, Gastronomia e Artesanato |
| 1º de julho de 2007     | Bethlehem                | Estados Unidos | Portuguese-American Club                                    |
| 3 de julho de 2007      | Nova Orleães             | Estados Unidos | House of Blues                                              |
| 4 de julho de 2007      | Miami                    | Estados Unidos | Hard Rock Cafe Miami                                        |
| 5 de julho de 2007      | Daytona Beach            | Estados Unidos | Ocean Center                                                |
| 6 de julho de 2007      | Orlando                  | Estados Unidos | Casa Portuguesa de Orlando                                  |
| 9 de julho de 2007      | Los Angeles              | Estados Unidos | LA Forum                                                    |
| 11 de julho de 2007     | Nova York                | Estados Unidos | Copacabana                                                  |
| 12 de julho de 2007     | Nova York                | Estados Unidos | Copacabana                                                  |
| 14 de julho de 2007     | Bombarral                | Portugal       | XXIV Festival do Vinho Português                            |
| 17 de julho de 2007     | Bombarral                | Portugal       | XXIV Festival do Vinho Português                            |
| 18 de julho de 2007     | Porto                    | Portugal       | Pavilhão Rosa Mota                                          |
| 6 de agosto de 2007     | Estocolmo                | Suécia         | Fasching                                                    |
| 8 de agosto de 2007     | Helsinque                | Finlândia      | Tavastia Club                                               |
| 10 de agosto de 2007    | Amsterdão                | Países Baixos  | Paradiso Amsterdam                                          |
| 12 de agosto de 2007    | Ponte de Lima            | Portugal       | Festival Credial                                            |
| 15 de agosto de 2007    | Ansião                   | Portugal       | Festival dos Emigrates                                      |
| 21 de agosto de 2007    | Alcobaça                 | Portugal       | Feira de S. Bernardo                                        |
| 25 de agosto de 2007    | São Pedro do Sul         | Portugal       | Balneário                                                   |
| 8 de setembro de 2007   | Lagares                  | Portugal       | Festas da Cidade                                            |
| 12 de setembro de 2007  | Bruxelas                 | Bélgica        | Trix Club                                                   |
| 14 de setembro de 2007  | Hamburg                  | Alemanha       | Mojo Club                                                   |
| 28 de setembro de 2007  | Penela                   | Portugal       | Praça do Rossio                                             |
| 28 de outubro de 2007   | Lisboa                   | Portugal       | Bairro Alto                                                 |
| 22 de novembro de 2007  | Paredes                  | Portugal       | Granda                                                      |
| 25 de novembro de 2007  | Argenteuil               | França         | Salle Jean Vilar                                            |
| 3 de dezembro de 2007   | Lisboa                   | Portugal       | Hard Rock Cafe Lisboa                                       |
| 25 de janeiro de 2008   | Estarreja                | Portugal       | Cine-Teatro de Estarreja                                    |
| 16 de fevereiro de 2008 | Conflans-Sainte-Honorine | França         | Associação Amigos de Portugal                               |
| 19 de fevereiro de 2008 | Caracas                  | Venezuela      | Centro Portugués                                            |
| 21 de fevereiro de 2008 | Conflans-Sainte-Honorine | França         | Associação Amigos de Portugal                               |
| 23 de fevereiro de 2008 | Villiers-sur-Marne       | França         | Salle George Brassens                                       |

## Pop City Music Live Tour

### Datas
| Data                    | Cidade                   | País       | Local                                                            |
| ----------------------- | ------------------------ | ---------- | ---------------------------------------------------------------- |
| 18 de junho de 2009     | Cinfães                  | Portugal   | Festa de São João                                                |
| 21 de julho de 2009     | Espinho                  | Portugal   | Alameda                                                          |
| 1º de agosto de 2009    | Marco de Canaveses       | Portugal   | Parque Fluvial do Tâmega                                         |
| 2 de agosto de 2009     | Grijo                    | Portugal   | Noites de Verão 2009                                             |
| 3 de agosto de 2009     | Portimão                 | Portugal   | Zona Ribeirinha de Portimão                                      |
| 4 de agosto de 2009     | São Félix da Marinha     | Portugal   | Lux Health Club                                                  |
| 5 de agosto de 2009     | Lisboa                   | Portugal   | Coliseu de Lisboa                                                |
| 13 de agosto de 2009    | Póvoa do Varzim          | Portugal   | Festa da Aguçadora                                               |
| 14 de agosto de 2009    | Santa Marta de Portuzelo | Portugal   | Junta de Freguesia                                               |
| 15 de agosto de 2009    | Corroios                 | Portugal   | Ginásio Clube de Corroios                                        |
| 18 de agosto de 2009    | Ericeira                 | Portugal   | Praia de Ribeira D’Ilhas                                         |
| 18 de agosto de 2009    | Mafra                    | Portugal   | Jardim do Cerco                                                  |
| 25 de agosto de 2009    | Esposende                | Portugal   | Parque Natural do Litoral Norte                                  |
| 28 de agosto de 2009    | Portimão                 | Portugal   | Stock Out                                                        |
| 29 de agosto de 2009    | Garvão                   | Portugal   | Festas de Garvão                                                 |
| 30 de agosto de 2009    | Viseu                    | Portugal   | Kimika Klub tondela                                              |
| 31 de agosto de 2009    | Águas Santas             | Portugal   | Centro de Convívio de Águas Santas                               |
| 5 de setembro de 2009   | Trofa                    | Portugal   | Estação Ferroviária da Trofa                                     |
| 6 de setembro de 2009   | Celorico de Basto        | Portugal   | Festa de São Tiago                                               |
| 14 de setembro de 2009  | Crestuma                 | Portugal   | Igreja de Crestuma                                               |
| 3 de outubro de 2009    | Lisboa                   | Portugal   | Campo Pequeno                                                    |
| 14 de novembro de 2009  | Paris                    | França     | Choisy-le-Roi                                                    |
| 21 de novembro de 2009  | Villiers-sur-Marne       | França     | Salle George Brassens                                            |
| 28 de novembro de 2009  | Gien                     | França     | Gymnasium Paul Bert                                              |
| 5 de dezembro de 2009   | Alto do Moinho           | Portugal   | Pavilhão Municipal                                               |
| 10 de dezembro de 2009  | Corroios                 | Portugal   | Moinho Hair Show                                                 |
| 13 de dezembro de 2009  | Savonlinna               | Finlândia  | OGAE Song Contest                                                |
| 6 de janeiro de 2010    | Lisboa                   | Portugal   | Casino de Lisboa                                                 |
| 1º de fevereiro de 2010 | Toronto                  | Canadá     | CIRV FM Festival                                                 |
| 4 de fevereiro de 2010  | Montego Bay              | Jamaica    | CIRV FM Festival                                                 |
| 8 de fevereiro de 2010  | Genebra                  | Suíça      | Monte Cristo Club                                                |
| 20 de fevereiro de 2010 | Leiria                   | Portugal   | Sushi Club                                                       |
| 26 de fevereiro de 2010 | Genebra                  | Suíça      | Monte Cristo Club                                                |
| 10 de março de 2010     | Genebra                  | Suíça      | Monte Cristo Club                                                |
| 13 de março de 2010     | Vila do Porto            | Portugal   | Campo Pequeno (Abertura - Digressão Ídolos 2009)                 |
| 20 de março de 2010     | Viseu                    | Portugal   | Pavilhão Multiusos (Abertura - Digressão Ídolos 2009)            |
| 27 de março de 2010     | Porto                    | Portugal   | Europarque (Abertura - Digressão Ídolos 2009)                    |
| 31 de março de 2010     | Ponta Delgada            | Portugal   | Coliseu Micaelense (Abertura - Digressão Ídolos 2009)            |
| 3 de abril de 2010      | Portimão                 | Portugal   | Arena de Portimão (Abertura - Digressão Ídolos 2009)             |
| 9 de abril de 2010      | Samora Correia           | Portugal   | Festas da Nossa Sra. Oliveira e da Nossa Sra. Guadalupe          |
| 10 de abril de 2010     | Elvas                    | Portugal   | Coliseu de Elvas (Abertura - Digressão Ídolos 2009)              |
| 15 de abril de 2010     | Vila do Porto            | Portugal   | Festa de São Pedro Gonçalves Telmo                               |
| 17 de abril de 2010     | Guimarães                | Portugal   | Pavilhão Multiusos (Abertura - Digressão Ídolos 2009)            |
| 18 de abril de 2010     | Santarém                 | Portugal   | Centro Nacional de Exposições (Abertura - Digressão Ídolos 2009) |
| 24 de abril de 2010     | Besançon                 | França     | Kursaal de Besançon                                              |
| 15 de maio de 2010      | Póvoa de Lanhoso         | Portugal   | Vilela                                                           |
| 5 de junho de 2010      | Toronto                  | Canadá     | Portugal Day Parade - Trinity Bellwoods Park                     |
| 6 de junho de 2010      | Toronto                  | Canadá     | Portugal Day Parade - Trinity Bellwoods Park                     |
| 12 de junho de 2010     | Aigle                    | Suíça      | Associação Portuguesa De Aigle                                   |
| 24 de junho de 2010     | Tabuaço                  | Portugal   | Festas do Bodo                                                   |
| 2 de julho de 2010      | Sintra                   | Portugal   | Rio de Mouro                                                     |
| 13 de julho de 2010     | Samouco                  | Portugal   | Festa de Nossa Senhora do Carmo                                  |
| 16 de julho de 2010     | Sarnia                   | Canadá     | Sarnia Bayfest                                                   |
| 21 de julho de 2010     | Madrid                   | Espanha    | Joy Eslava                                                       |
| 22 de julho de 2010     | Cádiz                    | Espanha    | El Malecon Sala Latino                                           |
| 24 de julho de 2010     | Lisboa                   | Portugal   | Coliseu de Lisboa                                                |
| 1º de agosto de 2010    | Paredes                  | Portugal   | Festa de São Salvador de Lordelo                                 |
| 2 de agosto de 2010     | Gandra                   | Portugal   | Festa da Cidade de Gandra                                        |
| 7 de agosto de 2010     | Figueira da Foz          | Portugal   | Ribas                                                            |
| 8 de agosto de 2010     | Montemor-O-Velho         | Portugal   | Ereira                                                           |
| 15 de agosto de 2010    | Samora                   | Portugal   | Moreira                                                          |
| 16 de agosto de 2010    | Sevilha                  | Espanha    | Río Latino                                                       |
| 20 de agosto de 2010    | Penalva do Castelo       | Portugal   | Festas da Vila de Penalva do Castelo 2010                        |
| 21 de agosto de 2010    | Steinfort                | Luxemburgo | Centro Roudemer                                                  |
| 28 de agosto de 2010    | Portimão                 | Portugal   | Semana do Comércio                                               |
| 2 de outubro de 2010    | Lisboa                   | Portugal   | Coliseu de Lisboa                                                |
| 9 de dezembro de 2010   | Lisboa                   | Portugal   | Coliseu de Lisboa                                                |

## Caliente Tour

### Datas
| Data                    | Cidade                  | País                 | Local                                           |
| ----------------------- | ----------------------- | -------------------- | ----------------------------------------------- |
| 9 de maio de 2011       | Lisboa                  | Portugal             | Campo Pequeno                                   |
| 13 de maio de 2011      | Alenquer                | Portugal             | Festival da Rádio Alenquer                      |
| 14 de maio de 2011      | Genebra                 | Suíça                | Monte Cristo Club                               |
| 15 de maio de 2011      | Genebra                 | Suíça                | Monte Cristo Club                               |
| 21 de maio de 2011      | Figueira dos Cavaleiros | Portugal             | Skydive Europe - Aeródromo                      |
| 23 de junho de 2011     | Porto                   | Portugal             | São João do Porto                               |
| 26 de junho de 2011     | Lisboa                  | Portugal             | Casino Lisboa                                   |
| 10 de julho de 2011     | Vila Nova de Gaia       | Portugal             | Canidelo                                        |
| 11 de julho de 2011     | Beja                    | Portugal             | Casa da Cultura                                 |
| 13 de julho de 2011     | Setúbal                 | Portugal             | Verão Total                                     |
| 16 de julho de 2011     | Guimarães               | Portugal             | Atães                                           |
| 24 de julho de 2011     | Albufeira               | Portugal             | Praia do Inatel                                 |
| 26 de julho de 2011     | Porto                   | Portugal             | Cooperativa da Barranha                         |
| 29 de julho de 2011     | Lousada                 | Portugal             | Praça Francisco Sá Carneiro                     |
| 1º de agosto de 2011    | Faro                    | Portugal             | Semana do Comércio                              |
| 3 de agosto de 2011     | Póvoa do Varzim         | Portugal             | Praça de Touros                                 |
| 7 de agosto de 2011     | Lisboa                  | Portugal             | Coliseu de Lisboa                               |
| 12 de agosto de 2011    | Póvoa do Varzim         | Portugal             | Praça de Touros                                 |
| 13 de agosto de 2011    | Beira                   | Portugal             | Praia da Leirosa                                |
| 14 de agosto de 2011    | Várzea                  | Portugal             | Festa da Nossa Senhora da Saúde                 |
| 18 de agosto de 2011    | Palme                   | Portugal             | Palmeira Club                                   |
| 19 de agosto de 2011    | Barcelos                | Portugal             | Somos Portugal                                  |
| 21 de agosto de 2011    | Mêda                    | Portugal             | Trancoso                                        |
| 27 de agosto de 2011    | Penafiel                | Portugal             | Benfica                                         |
| 28 de agosto de 2011    | Vilela                  | Portugal             | Roconorte                                       |
| 29 de agosto de 2011    | Boelhe                  | Portugal             | Festa de S. Gens de Boelhe                      |
| 30 de agosto de 2011    | Maia                    | Portugal             | Raça Latina                                     |
| 31 de agosto de 2011    | Mafra                   | Portugal             | Santamaria                                      |
| 14 de setembro de 2011  | Lagoa                   | Portugal             | Festas de Nossa Senhora da Luz                  |
| 16 de setembro de 2011  | Genebra                 | Suíça                | Monte Cristo Club                               |
| 17 de setembro de 2011  | Zurique                 | Suíça                | Portuguese Club                                 |
| 18 de setembro de 2011  | Paris                   | França               | Choisy-le-Roi                                   |
| 28 de setembro de 2011  | Londres                 | Reino Unido          | Portuguese Club of London                       |
| 30 de setembro de 2011  | Genebra                 | Suíça                | Monte Cristo Club                               |
| 29 de outubro de 2011   | Gamboa                  | Cabo Verde           | Alfândega Velha                                 |
| 31 de outubro de 2011   | Madrid                  | Espanha              | Paddock Club                                    |
| 5 de novembro de 2011   | Sernancelhe             | Portugal             | Via Láctea                                      |
| 12 de novembro de 2011  | Grândola                | Portugal             | Parque de Feiras e Exposições                   |
| 30 de novembro de 2011  | Viseu                   | Portugal             | Teatro Viriato                                  |
| 10 de dezembro de 2011  | Óbidos                  | Portugal             | Vila Natal                                      |
| 13 de dezembro de 2011  | Sintra                  | Portugal             | Festa de Natal Cercitop                         |
| 16 de dezembro de 2011  | Figueira da Foz         | Portugal             | Kapittal                                        |
| 31 de dezembro de 2011  | Toronto                 | Canadá               | Mississauga Convention Center                   |
| 26 de janeiro de 2012   | Lisboa                  | Portugal             | Abertura - European Open Jiu-Jitsu Championship |
| 10 de fevereiro de 2012 | Punta Cana              | República Dominicana | Meliá Caribe                                    |
| 15 de fevereiro de 2012 | Havana                  | Cuba                 | La Cecilia                                      |
| 17 de fevereiro de 2012 | Miami                   | Estados Unidos       | Fillmore Miami Beach                            |
| 18 de fevereiro de 2012 | Fort Lauderdale         | Estados Unidos       | Florida Portuguese American Club                |
| 20 de fevereiro de 2012 | Walferdange             | Luxemburgo           | Centro Prince Henri                             |
| 25 de fevereiro de 2012 | Lucerna                 | Suíça                | Imperio Club                                    |
| 10 de março de 2012     | Ludlow, Massachusetts   | Estados Unidos       | Lusitano Club                                   |
| 12 de março de 2012     | Pombal                  | Portugal             | Café Concerto                                   |
| 25 de março de 2012     | Almeirim                | Portugal             | Casa do Povo de Almeirim                        |
| 30 de março de 2012     | Genebra                 | Suíça                | Monte Cristo Club                               |
| 1º de abril de 2012     | Porto                   | Portugal             | Rádio Festival - Palácio de Cristal             |
| 6 de abril de 2012      | Coimbra                 | Portugal             | Fórum Coimbra                                   |
| 6 de abril de 2012      | Guimarães               | Portugal             | Crazy Bowling                                   |
| 7 de abril de 2012      | Castelo Branco          | Portugal             | Crazy Bowling                                   |
| 11 de abril de 2012     | Genebra                 | Suíça                | Monte Cristo Club                               |
| 12 de maio de 2012      | Vilarinho               | Portugal             | Festas da Senhora do Rosário                    |
| 13 de maio de 2012      | Santo Tirso             | Portugal             | Pavilhão Municipal de Santo Tirso               |
| 16 de maio de 2012      | Cancun                  | México               | The City Discotheque                            |
| 19 de maio de 2012      | Belvaux                 | Luxemburgo           | Sala Roger Krier                                |
| 25 de maio de 2012      | Barcelona               | Espanha              | Razzmatazz                                      |
| 26 de maio de 2012      | Cannes                  | França               | LES MARCHES CLUB                                |
| 27 de maio de 2012      | Perpignan               | França               | Rendez-vous Latinos                             |

## Azucar Tour

### Datas
| Data                    | Cidade                      | País                 | Local                                                      |
| ----------------------- | --------------------------- | -------------------- | ---------------------------------------------------------- |
| 1º de junho de 2012     | Maia                        | Portugal             | Raça Latina                                                |
| 10 de junho de 2012     | Toronto                     | Canadá               | Portugal Day Parade                                        |
| 15 de junho de 2012     | Alenquer                    | Portugal             | Festival da Rádio Alenquer                                 |
| 16 de junho de 2012     | Tires                       | Portugal             | Festas de Tires                                            |
| 22 de junho de 2012     | Pegões                      | Portugal             | Festas de Pegões                                           |
| 24 de junho de 2012     | Guimarães                   | Portugal             | Pavilhão Multiusos                                         |
| 25 de junho de 2012     | Brito                       | Portugal             | Festas de Brito                                            |
| 1º de julho de 2012     | Orleans                     | França               | Zumba Orléans                                              |
| 5 de julho de 2012      | São Petersburgo             | Rússia               | White Nights International Music Festival                  |
| 6 de julho de 2012      | São Petersburgo             | Rússia               | White Nights International Music Festival                  |
| 7 de julho de 2012      | São Petersburgo             | Rússia               | White Nights International Music Festival                  |
| 8 de julho de 2012      | São Petersburgo             | Rússia               | White Nights International Music Festival                  |
| 9 de julho de 2012      | São Petersburgo             | Rússia               | White Nights International Music Festival                  |
| 16 de julho de 2012     | Jolda                       | Portugal             | Casa da Breia                                              |
| 24 de julho de 2012     | Montemor-o-Velho            | Portugal             | Ereira                                                     |
| 3 de agosto de 2012     | Viana do Castelo            | Portugal             | Neves                                                      |
| 4 de agosto de 2012     | Sobrosa                     | Portugal             | Igreja de S. Eulália e S. Sebastião                        |
| 5 de agosto de 2012     | Paredes                     | Portugal             | Granda                                                     |
| 8 de agosto de 2012     | Macedo de Cavaleiros        | Portugal             | Festa Transmontana do Emigrante                            |
| 10 de agosto de 2012    | Póvoa de Varzim             | Portugal             | Praça de Touros                                            |
| 11 de agosto de 2012    | Eiras                       | Portugal             | M1278                                                      |
| 12 de agosto de 2012    | Casa Branca                 | Portugal             | Festas em Honra de N. Sr.ª da Graça                        |
| 13 de agosto de 2012    | Arcos de Valdevez           | Portugal             | Festa Rural                                                |
| 18 de agosto de 2012    | Sabugueiro                  | Portugal             | Largo do Terreiro                                          |
| 20 de agosto de 2012    | Sátão                       | Portugal             | Praça Paulo VI                                             |
| 26 de agosto de 2012    | Santo Aleixo da Restauração | Portugal             | Tomina                                                     |
| 5 de setembro de 2012   | Castelo Branco              | Portugal             | Cine Teatro Avenida                                        |
| 15 de setembro de 2012  | Monte Redondo               | Portugal             | Rua da Escola                                              |
| 16 de setembro de 2012  | Paris                       | França               | Choisy-le-Roi                                              |
| 20 de setembro de 2012  | Madrid                      | Espanha              | Paddock Club                                               |
| 21 de setembro de 2012  | Londres                     | Reino Unido          | The Coronet                                                |
| 22 de setembro de 2012  | Jersey                      | Jersey               | Jersey Portuguese FC                                       |
| 2 de outubro de 2012    | Lisboa                      | Portugal             | Coliseu de Lisboa                                          |
| 12 de outubro de 2012   | Genebra                     | Suíça                | Clube Português                                            |
| 13 de outubro de 2012   | Aigle                       | Suíça                | Clube Português                                            |
| 14 de outubro de 2012   | La Chaux-de-Fonds           | Suíça                | Clube Português                                            |
| 15 de outubro de 2012   | Porto                       | Portugal             | Pavilhão Rosa Mota                                         |
| 20 de outubro de 2012   | Bogotá                      | Colômbia             | Coliseo El Campín                                          |
| 21 de outubro de 2012   | Caracas                     | Venezuela            | Hipódromo La Rinconada                                     |
| 23 de outubro de 2012   | Santo Domingo               | República Dominicana | Palacio de los Deportes                                    |
| 31 de outubro de 2012   | Montijo                     | Portugal             | Noite da Popular FM                                        |
| 3 de novembro de 2012   | Alvito                      | Portugal             | Rubro                                                      |
| 23 de novembro de 2012  | Fall River (Massachusetts)  | Estados Unidos       | Portuguese Madeirense Sport Parking                        |
| 24 de novembro de 2012  | Fall River (Massachusetts)  | Estados Unidos       | Portuguese Madeirense Sport Parking                        |
| 25 de novembro de 2012  | Fall River (Massachusetts)  | Estados Unidos       | Portuguese Madeirense Sport Parking                        |
| 29 de novembro de 2012  | Madrid                      | Espanha              | Sala El Sol                                                |
| 30 de novembro de 2012  | Sevilha                     | Espanha              | Malandar                                                   |
| 1º de dezembro de 2012  | Marbella                    | Espanha              | Bono’s Beach Club                                          |
| 2 de dezembro de 2012   | Valencia                    | Espanha              | Loco Club                                                  |
| 3 de dezembro de 2012   | Corbalán                    | Espanha              | Plaza Sfin Navarrete                                       |
| 4 de dezembro de 2012   | Ciudad Real                 | Espanha              | Isla Tortuga                                               |
| 7 de dezembro de 2012   | Évora                       | Portugal             | Arena d'Évora                                              |
| 12 de dezembro de 2012  | Cruz de Pau                 | Portugal             | Studio Disco Club                                          |
| 9 de fevereiro de 2013  | Biasca                      | Suíça                | Meeting Center Iragna                                      |
| 10 de fevereiro de 2013 | Renens                      | Suíça                | Don Lusitano                                               |
| 24 de março de 2013     | Ourique                     | Portugal             | Estádio de Ourique                                         |
| 6 de abril de 2013      | Maia                        | Portugal             | Raça Latina                                                |
| 7 de abril de 2013      | Porto                       | Portugal             | Rádio Festival - Pavilhão Rosa Mota                        |
| 8 de abril de 2013      | Ourique                     | Portugal             | Somos Portugal                                             |
| 12 de abril de 2013     | Braga                       | Portugal             | Parque de Exposições                                       |
| 13 de abril de 2013     | Serpa                       | Portugal             | Pavilhão Municipal                                         |
| 14 de abril de 2013     | Braga                       | Portugal             | Festa da Agricultura                                       |
| 15 de abril de 2013     | Brinches                    | Portugal             | Praça da República                                         |
| 20 de abril de 2013     | Reguengos de Monsaraz       | Portugal             | Jardim Público                                             |
| 28 de abril de 2013     | Lisboa                      | Portugal             | Casino de Lisboa                                           |
| 11 de maio de 2013      | Vidigueira                  | Portugal             | Estádio da Vidigueira                                      |
| 18 de maio de 2013      | Genebra                     | Suíça                | Casa do Benfica de Genebra                                 |
| 1º de junho de 2013     | Amarante                    | Portugal             | Festas de Junho                                            |
| 8 de junho de 2013      | Sierre                      | Suíça                | Centro Português                                           |
| 9 de junho de 2013      | Aigle                       | Suíça                | Clube Português de Aigle                                   |
| 12 de junho de 2013     | Lisboa                      | Portugal             | Arraial Yorn                                               |
| 15 de junho de 2013     | Nova York                   | Estados Unidos       | Copacabana                                                 |
| 16 de junho de 2013     | Nova York                   | Estados Unidos       | Copacabana                                                 |
| 22 de junho de 2013     | Porto                       | Portugal             | Pavilhão Rosa Mota                                         |
| 23 de junho de 2013     | Mértola                     | Portugal             | Cais do Guadiana                                           |
| 29 de junho de 2013     | Chouto                      | Portugal             | Feira de São Pedro                                         |
| 30 de junho de 2013     | Bruxelas                    | Bélgica              | Parc du Cinquantenaite                                     |
| 1º de julho de 2013     | Cascais                     | Portugal             | Ibercup                                                    |
| 5 de julho de 2013      | Genebra                     | Suíça                | Monte Cristo Club                                          |
| 6 de julho de 2013      | Lausanne                    | Suíça                | Salle Apples                                               |
| 7 de julho de 2013      | Genebra                     | Suíça                | Monte Cristo Club                                          |
| 13 de julho de 2013     | Edmonton                    | Canadá               | Century Casino                                             |
| 20 de julho de 2013     | Aguiar da Beira             | Portugal             | Feira das Atividades Económicas                            |
| 21 de julho de 2013     | Carregal do Sal             | Portugal             | Festas do Concelho                                         |
| 25 de julho de 2013     | Alhos Vedros                | Portugal             | Festas de Nossa Senhora dos Anjos                          |
| 27 de julho de 2013     | Santo Tirso                 | Portugal             | Pavilhão Municipal de Santo Tirso                          |
| 28 de julho de 2013     | Alhos Vedros                | Portugal             | Feira de São Pedro                                         |
| 3 de agosto de 2013     | Vila Velha de Ródão         | Portugal             | Festa da Aldeia                                            |
| 9 de agosto de 2013     | Porto Santo                 | Portugal             | Festas de São João                                         |
| 10 de agosto de 2013    | Vila Nova de Paiva          | Portugal             | Largo Carvalhal                                            |
| 11 de agosto de 2013    | Souto                       | Portugal             | Festa da Aldeia                                            |
| 12 de agosto de 2013    | Guimarães                   | Portugal             | Pavilhão Multiusos de Guimarães                            |
| 15 de agosto de 2013    | Pampilhosa da Serra         | Portugal             | XVI Feira de Artesanato e Gastronomia                      |
| 16 de agosto de 2013    | Trancoso                    | Portugal             | Recinto de Feiras e Exposições de Trancoso                 |
| 17 de agosto de 2013    | Guimarães                   | Portugal             | Atães                                                      |
| 18 de agosto de 2013    | São Jorge                   | Portugal             | Festas de Rosais                                           |
| 24 de agosto de 2013    | Alter do Chão               | Portugal             | Festas de Verão                                            |
| 25 de agosto de 2013    | Funchal                     | Portugal             | São Martinho                                               |
| 28 de agosto de 2013    | Póvoa do Varzim             | Portugal             | Praça de Touros                                            |
| 31 de agosto de 2013    | Aldeia da Luz               | Portugal             | Festa de Nossa Senhora de Luz                              |
| 4 de setembro de 2013   | Famalicão                   | Portugal             | Esmeriz                                                    |
| 6 de setembro de 2013   | Ponta Delgada               | Portugal             | Teatro Micaelense                                          |
| 9 de setembro de 2013   | Arruda dos Vinhos           | Portugal             | Portugal em Festa                                          |
| 13 de setembro de 2013  | Ribeira Grande              | Portugal             | Festival dos Baleeiros                                     |
| 14 de setembro de 2013  | Ferreira do Alentejo        | Portugal             | Feira de Ferreira 2013                                     |
| 21 de setembro de 2013  | São Mamede do Coronado      | Portugal             | Trofa                                                      |
| 22 de setembro de 2013  | Elvas                       | Portugal             | Coliseu de Elvas                                           |
| 5 de outubro de 2013    | Frankfurt                   | Alemanha             | Chango Disco Frankfurt                                     |
| 19 de outubro de 2013   | Castro Verde                | Portugal             | Portugal em Festa                                          |
| 26 de outubro de 2013   | Lisboa                      | Portugal             | MEO Arena                                                  |
| 2 de novembro de 2013   | Walferdange                 | Luxemburgo           | Centro Prince Henri                                        |
| 16 de novembro de 2013  | Cerizay                     | França               | Miss Portugal France                                       |
| 9 de novembro de 2013   | Lisboa                      | Portugal             | Teatro Politeama                                           |
| 22 de novembro de 2013  | Braga                       | Portugal             | Coliseu de Braga                                           |
| 28 de dezembro de 2013  | Madrid                      | Espanha              | Teatro Kapital                                             |
| 1º de fevereiro de 2014 | Odivelas                    | Portugal             | Pavilhão Polivalente de Odivelas                           |
| 14 de fevereiro de 2014 | Cascais                     | Portugal             | TAJ CLUB Cascais                                           |
| 6 de março de 2014      | Sertã                       | Portugal             | Somos Portugal                                             |
| 8 de março de 2014      | Maia                        | Portugal             | Raça Latina                                                |
| 19 de março de 2014     | San Juan                    | Porto Rico           | Hard Rock Cafe San Juan                                    |
| 24 de março de 2014     | Lisboa                      | Portugal             | Casino de Lisboa                                           |
| 14 de abril de 2014     | Cascais                     | Portugal             | Estádio do Estoril                                         |
| 17 de abril de 2014     | Miranda do Corvo            | Portugal             | Somos Portugal                                             |
| 25 de abril de 2014     | Genebra                     | Suíça                | Monte Cristo Club                                          |
| 26 de abril de 2014     | Zurique                     | Suíça                | Casa Nossa Seleção                                         |
| 3 de maio de 2014       | Dortmund                    | Alemanha             | Clube Português                                            |
| 10 de maio de 2014      | Marco de Canaveses          | Portugal             | Parque Clube da Légua                                      |
| 24 de maio de 2014      | Meaux                       | França               | Avenue de La Marne                                         |
| 6 de junho de 2014      | Windhoek                    | Namíbia              | Hotel Safari                                               |
| 9 de junho de 2014      | Cidade do Cabo              | África do Sul        | Portuguese Club                                            |
| 10 de junho de 2014     | Pretória                    | África do Sul        | ACP - Dia de Portugal                                      |
| 13 de junho de 2014     | Lisboa                      | Portugal             | Main                                                       |
| 15 de junho de 2014     | Salvaterra de Magos         | Portugal             | Festas dos Toiros e dos Fandangos                          |
| 24 de julho de 2014     | Mira                        | Portugal             | Jardim do Visconde                                         |
| 27 de julho de 2014     | Aguçadoura                  | Portugal             | Festas de Nossa Senhora da Boa Viagem                      |
| 3 de agosto de 2014     | Vimieiro                    | Portugal             | Clube Alentejano Desportos Vimieirense                     |
| 9 de agosto de 2014     | Moure                       | Portugal             | Festas de São Bento e Santo André                          |
| 15 de agosto de 2014    | Ribeira de Pena             | Portugal             | Festas de Nossa Senhora da Guia                            |
| 27 de agosto de 2014    | Póvoa de Varzim             | Portugal             | Casino Póvoa                                               |
| 30 de agosto de 2014    | Santa Bárbara de Padrões    | Portugal             | Festas Populares de Santa Bárbara de Padrões               |
| 31 de agosto de 2014    | Castro Verde                | Portugal             | Portugal em Festa                                          |
| 6 de setembro de 2014   | Póvoa de Santa Iria         | Portugal             | Festas da Póvoa de Santa Iria                              |
| 7 de setembro de 2014   | Canha                       | Portugal             | Festas de Canha 2014                                       |
| 20 de setembro de 2014  | São Pedro de Tomar          | Portugal             | Festival Vens Ouvir Ou Vens Curtir                         |
| 28 de setembro de 2014  | Ilha Terceira               | Portugal             | São Carlos                                                 |
| 10 de outubro de 2014   | Lisboa                      | Portugal             | Alameda do Instituto Superior Técnico - Arraial do Técnico |
| 8 de novembro de 2014   | Fribourg                    | Suíça                | Lusitano                                                   |
| 9 de novembro de 2014   | Bulle                       | Suíça                | Clube Português                                            |
| 16 de novembro de 2014  | Penacova                    | Portugal             | Festas das Santas Rainhas                                  |
| 21 de novembro de 2014  | Celorico de Basto           | Portugal             | Portugal em Festa                                          |
| 28 de novembro de 2014  | Lenzburg                    | Suíça                | Grupo Desportivo Cultural Português                        |
| 5 de dezembro de 2014   | Vila Viçosa                 | Portugal             | Pavilhão dos Bombeiros                                     |
| 6 de dezembro de 2014   | Lisboa                      | Portugal             | Teatro do Bairro                                           |
| 20 de dezembro de 2014  | Lisboa                      | Portugal             | Teatro Politeama                                           |
| 14 de fevereiro de 2015 | Genebra                     | Suíça                | Monte Cristo Club                                          |
| 23 de fevereiro de 2015 | Nova York                   | Estados Unidos       | Portuguese American Club                                   |
| 6 de março de 2015      | Gondomar                    | Portugal             | Oporto Tattoo Expo                                         |
| 7 de março de 2015      | Gondomar                    | Portugal             | Oporto Tattoo Expo                                         |
| 8 de março de 2015      | Gondomar                    | Portugal             | Oporto Tattoo Expo                                         |
| 14 de março de 2015     | Serra da Moita              | Portugal             | Pavilhão da Comeca                                         |

## Superlatina Tour

### Datas
| Data                   | Cidade                      | País       | Local                                         |
| ---------------------- | --------------------------- | ---------- | --------------------------------------------- |
| 3 de abril de 2015     | Coimbra                     | Portugal   | Adémia                                        |
| 16 de abril de 2015    | Tavira                      | Portugal   | Praia do Barril - Olimpíadas da Medicina 2015 |
| 30 de abril de 2015    | Alfeizerão                  | Portugal   | Spring Fest                                   |
| 1º de maio de 2015     | Mealhada                    | Portugal   | Bairrada Beer Fest                            |
| 2 de maio de 2015      | Santo Aleixo da Restauração | Portugal   | Tomina                                        |
| 15 de maio de 2015     | Mealhada                    | Portugal   | Bairrada Beer Fest                            |
| 23 de maio de 2015     | Luxemburgo                  | Luxemburgo | Ana Paula Brasserie                           |
| 15 de junho de 2015    | Leiria                      | Portugal   | Nacional Óptica                               |
| 15 de junho de 2015    | Batalha                     | Portugal   | Nacional Óptica                               |
| 17 de junho de 2015    | Castelo Branco              | Portugal   | Nacional Óptica                               |
| 18 de junho de 2015    | Coimbra                     | Portugal   | Nacional Óptica                               |
| 20 de junho de 2015    | Vila Pouca de Aguiar        | Portugal   | Feira do Granito                              |
| 22 de junho de 2015    | Almada                      | Portugal   | Nacional Óptica                               |
| 23 de junho de 2015    | Guimarães                   | Portugal   | São João Covas                                |
| 25 de junho de 2015    | Algés                       | Portugal   | Nacional Óptica                               |
| 4 de julho de 2015     | Mogadouro                   | Portugal   | Festival Terra Transmontana                   |
| 11 de julho de 2015    | Porto de Mós                | Portugal   | Andam                                         |
| 18 de julho de 2015    | Figueiró dos Vinhos         | Portugal   | Fontão Fundeiro                               |
| 25 de julho de 2015    | Famalicão                   | Portugal   | Oliveira de São Mateus                        |
| 26 de julho de 2015    | Monchique                   | Portugal   | Feira do Presunto                             |
| 8 de agosto de 2015    | Fafe                        | Portugal   | Fornelos                                      |
| 9 de agosto de 2015    | Castelo Branco              | Portugal   | Oleiros                                       |
| 11 de agosto de 2015   | Boticas                     | Portugal   | Festival do Emigrante                         |
| 14 de agosto de 2015   | Figueiró dos Vinhos         | Portugal   | Paços Ferreira                                |
| 15 de agosto de 2015   | Figueira da Foz             | Portugal   | Leirosa                                       |
| 22 de agosto de 2015   | São Martinho de Angueira    | Portugal   | Rua da Fonte                                  |
| 27 de agosto de 2015   | Lajes do Pico               | Portugal   | Semana dos Baleeiros                          |
| 5 de setembro de 2015  | Samedan                     | Suíça      | Mega Festa Lusitana - Pavilhão de Samedan     |
| 26 de setembro de 2015 | Meschede                    | Alemanha   | St George Schutzenhalle                       |
| 10 de outubro de 2015  | Lisboa                      | Portugal   | Coliseu de Lisboa                             |
| 18 de outubro de 2015  | Ruswil                      | Suíça      | Mehrzweckhalle                                |
| 14 de novembro de 2015 | Santo Tirso                 | Portugal   | São Martinho do Campo                         |
| 19 de dezembro de 2015 | Lisboa                      | Portugal   | Nacional Óptica - Guerra Junqueira            |

## Futura Tour

### Datas
| Data                   | Cidade               | País       | Local                             |
| ---------------------- | -------------------- | ---------- | --------------------------------- |
| 6 de março de 2016     | Vila Nova de Foz Coa | Portugal   | Expocôa                           |
| 3 de maio de 2016      | Porto                | Portugal   | Queima das Fitas                  |
| 14 de maio de 2016     | Pontault-Combault    | França     | Fête Franco Portugaise            |
| 14 de maio de 2016     | Paris                | França     | Imperio Club                      |
| 15 de maio de 2016     | Walferdange          | Luxemburgo | Centro Roudemer                   |
| 17 de maio de 2016     | Monte de Caparica    | Portugal   | Semana Académica Egas Moniz       |
| 10 de junho de 2016    | Amares               | Portugal   | Festas D'Amares 2016              |
| 11 de junho de 2016    | Gondesende           | Portugal   | Festas do Nosso Senhor das Febres |
| 25 de junho de 2016    | Felgueiras           | Portugal   | Festas de S. Pedro                |
| 7 de agosto de 2016    | Genebra              | Suíça      | Monte Cristo Club                 |
| 10 de setembro de 2016 | Villeneuve-sur-Lot   | França     | Salle du Soubirous                |
| 21 de outubro de 2016  | Foix                 | França     | Fête Franco Portugaise            |
| 22 de outubro de 2016  | Encamp               | Andorra    | D'Encamp                          |
| 29 de outubro de 2016  | Le Blanc-Mesnil      | França     | Stade Jean Bouin                  |
| 5 de novembro de 2016  | Orleães              | França     | Montission                        |

## Digressões promocionais

### Ana Malhoa: Exótica

#### Datas
| Data                   | Cidade                | País           | Local                                        |
| ---------------------- | --------------------- | -------------- | -------------------------------------------- |
| 4 de maio de 2008      | Nogueira da Regedoura | Portugal       | Festas da Senhora da Hora e de Santo António |
| 17 de maio de 2008     | Paris                 | França         | Gonesse                                      |
| 27 de maio de 2008     | Argenteuil            | França         | Salle Jean Vilar                             |
| 30 de maio de 2008     | Lisboa                | Portugal       | Backstage - Rock in Rio Lisboa III           |
| 7 de junho de 2008     | Lisboa                | Portugal       | Casino Lisboa                                |
| 6 de julho de 2008     | Setúbal               | Portugal       | Fórum Luísa Todi                             |
| 19 de julho de 2008    | Bombarral             | Portugal       | XXV Festival do Vinho Português              |
| 24 de julho de 2008    | Loures                | Portugal       | Parque da Cidade                             |
| 25 de julho de 2008    | Porto                 | Portugal       | Twins                                        |
| 27 de julho de 2008    | Paris                 | França         | Gonesse                                      |
| 6 de agosto de 2008    | Póvoa de Varzim       | Portugal       | Praça de Touros                              |
| 17 de agosto de 2008   | Toronto               | Canadá         | Aliance of Portuguese Clubs                  |
| 20 de agosto de 2008   | Daytona Beach         | Estados Unidos | Ocean Center                                 |
| 22 de agosto de 2008   | Orlando               | Estados Unidos | Casa Portuguesa de Orlando                   |
| 24 de agosto de 2008   | Orlando               | Estados Unidos | Casa Portuguesa de Orlando                   |
| 25 de agosto de 2008   | Miami                 | Estados Unidos | Colony Theater                               |
| 27 de agosto de 2008   | Nova York             | Estados Unidos | Teatro Best Buy                              |
| 29 de agosto de 2008   | Boston                | Estados Unidos | Boston Portuguese Festival                   |
| 30 de agosto de 2008   | Newark                | Estados Unidos | Ironbound                                    |
| 11 de outubro de 2008  | Pombal                | Portugal       | Café Concerto                                |
| 28 de novembro de 2008 | Wedemark              | Alemanha       | Sennheiser                                   |